# 9·15石家庄航空展坠机事件
2016年9月13日至16日，石家庄通用航空展暨爱飞客飞行大会于中华人民共和国河北省石家庄市栾城机场举办。9月15日下午4时许，航空展上一架携带乘客参加体验飞行的小鹰500轻型飞机坠毁，机上4人全部遇难。